# Shepley
Shepley – wieś w Anglii, w hrabstwie ceremonialnym West Yorkshire, w dystrykcie metropolitalnym Kirklees. Leży 27 km na południowy zachód od miasta Leeds i 255 km na północny zachód od Londynu.